# آلت‌شونت
آلت‌شوِنت (به آلمانی: Altschwendt) یکی از مناطق شهرداری‌ منطقه شردینگ در اتریش است .

## خصوصیات
آلت‌شونت ۱۳ کیلومترمربع مساحت دارد ۴۳۲ متر بالاتر از سطح دریا واقع شده‌است.